# H. Upmann & Co.
H. Upmann & Co. war ein Bankhaus in Kuba und Bremen, welches um 1844 von Hermann Dietrich Upmann zusammen mit der Marke H. Upmann gegründet und nach seinem Tode von dessen Neffen Hermann Friedrich und Albert Upmann und Theodore Garbade weitergeführt wurde. In der Direktion saßen auch die Brüder H. und G. Runken.

## Geschichte
Upmann & Co. machte durch den Ankauf Madrider Wechsel während des Kubanischen Unabhängigkeitskrieg große Gewinne, war doch die spanische Regierung wegen der amerikanischen Blockade zur Finanzierung des Krieges auf die Upmannsche Bank angewiesen. Auch viele Bankiers begannen 1896 ihr Geld wegen der Unruhen auf Kuba abzuziehen. H. Upmann & Co. transferierte als Repräsentant der Rothschilds sowie anderer Großkunden große Mengen Gold und Silber in ihre Filiale nach New York, das seit dem 18. Jahrhundert zum Finanzzentrum und Warenumschlagplatz für den Handel mit den karibischen Inseln aufgestiegen war.
Kriegsberichterstatter Joseph Herrings beschrieb 1899 das Upmannsche Bankhaus als „Die bedeutendste Bankfirma auf Kuba, vielleicht in ganz Westindien.“
Nach dem Tod von Hermann Friedrich Upmann (1910) bezog die Bank in Bremen ihren Sitz in der Langestraße 33/34. Als persönlich haftender Gesellschafter vermerkte das Bremer Adressbuch 1914 J.C.A. Runken.
In Havanna baute sich die Bank ihr eigenes Geschäftshaus an der Ecke der Straßen Amargura  und Mercaderes. Erstellt im Jahre 1904 war es das erste Gebäude dieser Art.
Heute beherbergt es die Agentur der Banco Central de Cuba, ehemals Kubanischen Nationalbank.